# Campephilus guatemalensis
Campephilus guatemalensis е вид птица от семейство Picidae.

## Разпространение
Видът е разпространен в Белиз, Гватемала, Коста Рика, Мексико, Никарагуа, Панама, Салвадор и Хондурас.